# Oziorni (Briansk)
|  | Per a altres significats, vegeu «Oziorni». |

Oziorni (en rus: Озёрный) és un poble (un possiólok) de l'óblast de Briansk, a Rússia, que en el cens del 2010 tenia 3 habitants, pertany al districte d'Unetxa.